# Departamento de Talagante
| Departamento de Talagante | Departamento de Talagante              |
| ------------------------- | -------------------------------------- |
| Cabecera:                 | Talagante                              |
| Superficie:               | km²                                    |
| Habitantes:               | hab                                    |
| Densidad:                 | hab/km²                                |
| Comunas/ Subdelegaciones: | - Talagante - Peñaflor - Isla de Maipo |
| Ubicación                 |                                        |
|                           |                                        |

El Departamento de Talagante, era uno de los departamentos en que estaba dividida la antigua Provincia de Santiago antes de la regionalización de 1975. 
Este departamento -creado en 1940, a partir del Departamento de Santiago- comprendía las comunas-subdelegaciones de la zona suroeste de Santiago, es decir Talagante, Peñaflor y Isla de Maipo.
En 1979, la nueva Provincia de Talagante, está formada por el antiguo departamento homónimo.
En la actualidad su territorio incluiría las siguientes comunas:
- Talagante
- Peñaflor
- Isla de Maipo

## Límites
El Departamento de Talagante limitaba:
- al norte con el Departamento de Santiago
- al oeste con el Departamento de Melipilla.
- al sur con el Departamento de Maipo.
- Al este con el Departamento de Presidente Aguirre Cerda.

## Administración
La administración estaba en Talagante, en donde se encontraba la Gobernación Departamental de Talagante. 

## Comunas y Subdelegaciones
- Talagante
- Peñaflor
- Isla de Maipo